# لقيمة الفخذ الإنسية
لقيمة الفخذ الإنسية أو الّلقيمة الإنسية لعظم الفخذ (بالإنجليزية: Medial epicondyle of the femur)‏ هي نتوء عظمي يقع على الجانب الإنسي (الداخلي) من النهاية البعيدة (distal) لعظم الفخذ، وهي تقع فوق لقمة الفخذ الإنسية (بالإنجليزية: Medial condyle of femur)‏.
يوجد عليها مرتفع عظمي  هو حديبة العضلة المقربة الفخذية (بالإنجليزية:  Adductor tubercle)‏ ، الذي يرتبط عليه الجزء السطحي، أو "الارتكاز الوتري"،  للعضلة المقربة الكبيرة. هذا الجزء الوتري هنا يشكل الحاجز بين العضلات الذي يفصل إنسياً بين العضلات القابضة في الفخذ والباسطة.
يرتبط به الألياف الأمامية للرباط الظنبوي الجانبي (بالإنجليزية:  tibial collateral ligament)‏ لمفصل الركبة.
يوجد انطباع خشن خلفه يقع على الجزء الأقرب إلى اللقمة الإنسية  ، ينشأ منه الرأس الإنسي لعضلة الساق (بالإنجليزية: Gastrocnemius muscle)‏.

## صور إضافية

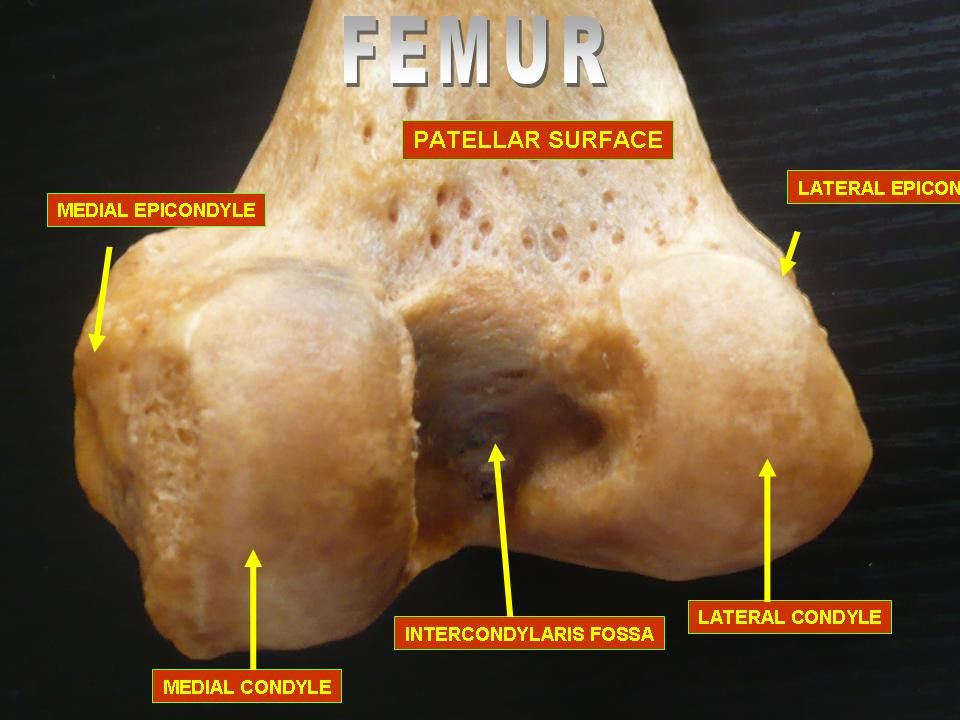
الجزء السفلي من عظم الفخذ.
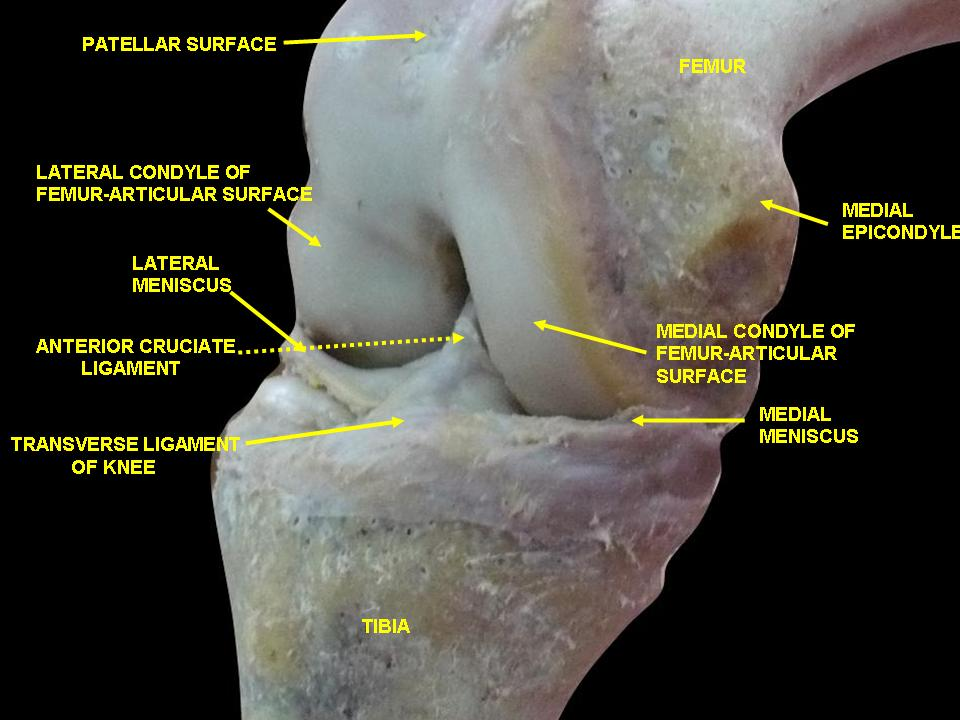
مفصل الركبة. تشريح عميق. عرض أمامي-إنسي.
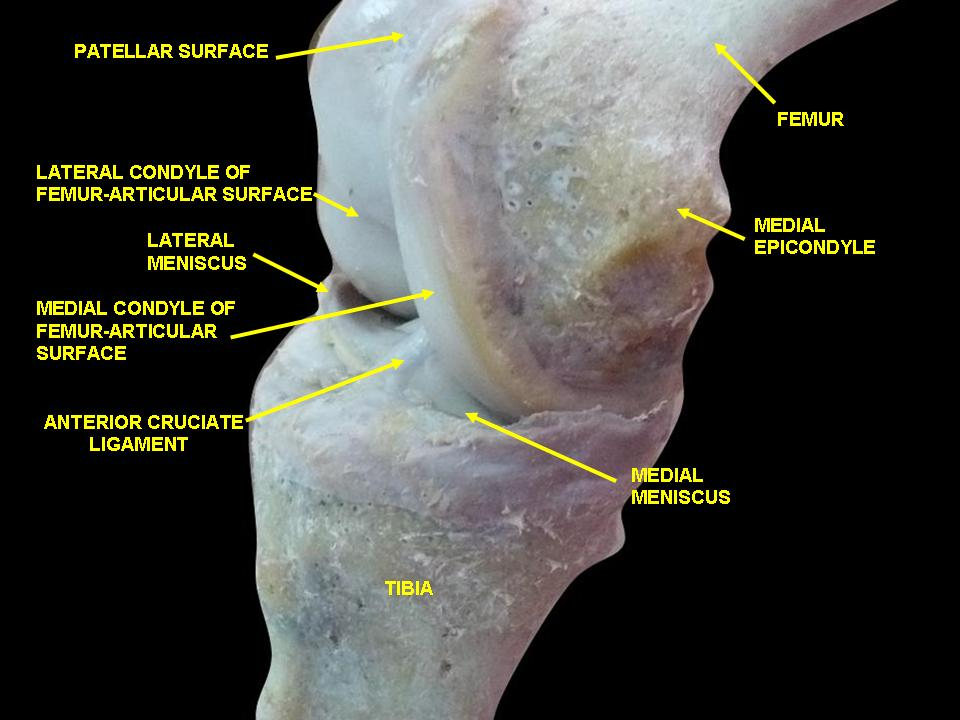
مفصل الركبة. تشريح عميق. عرض أمامي-إنسي.
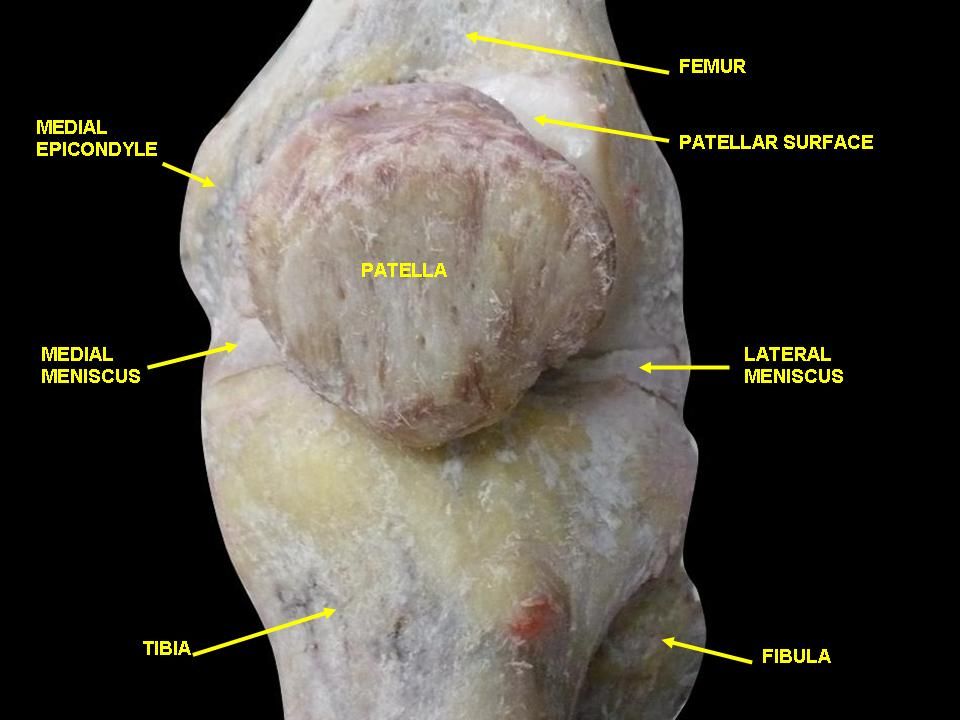
مفصل الركبة. تشريح عميق. عرض أمامي-إنسي.
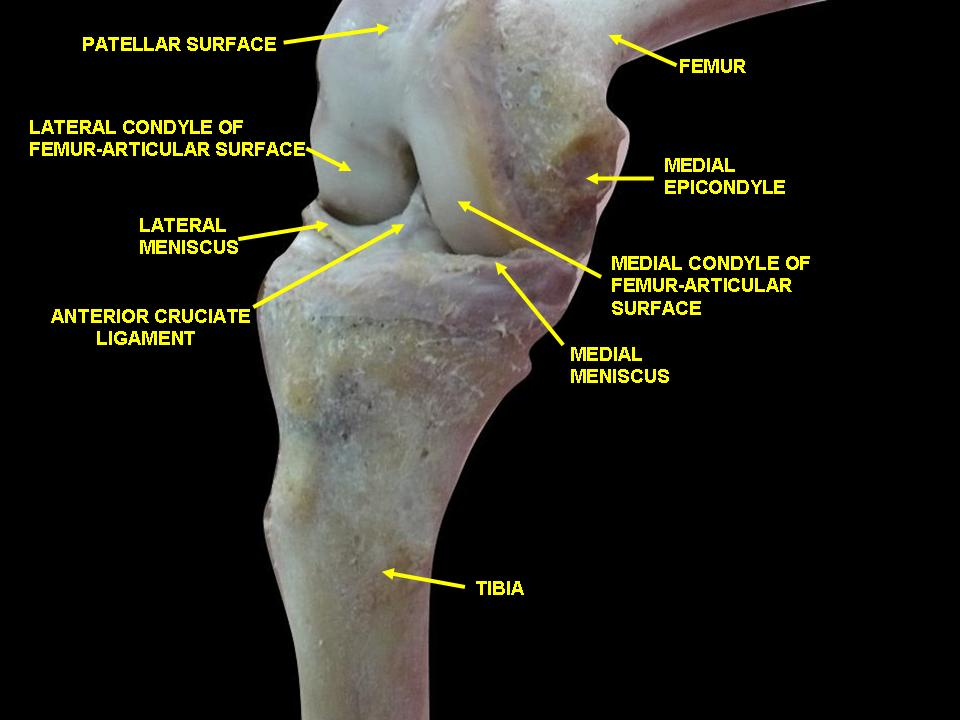
مفصل الركبة. تشريح عميق. عرض أمامي-إنسي.
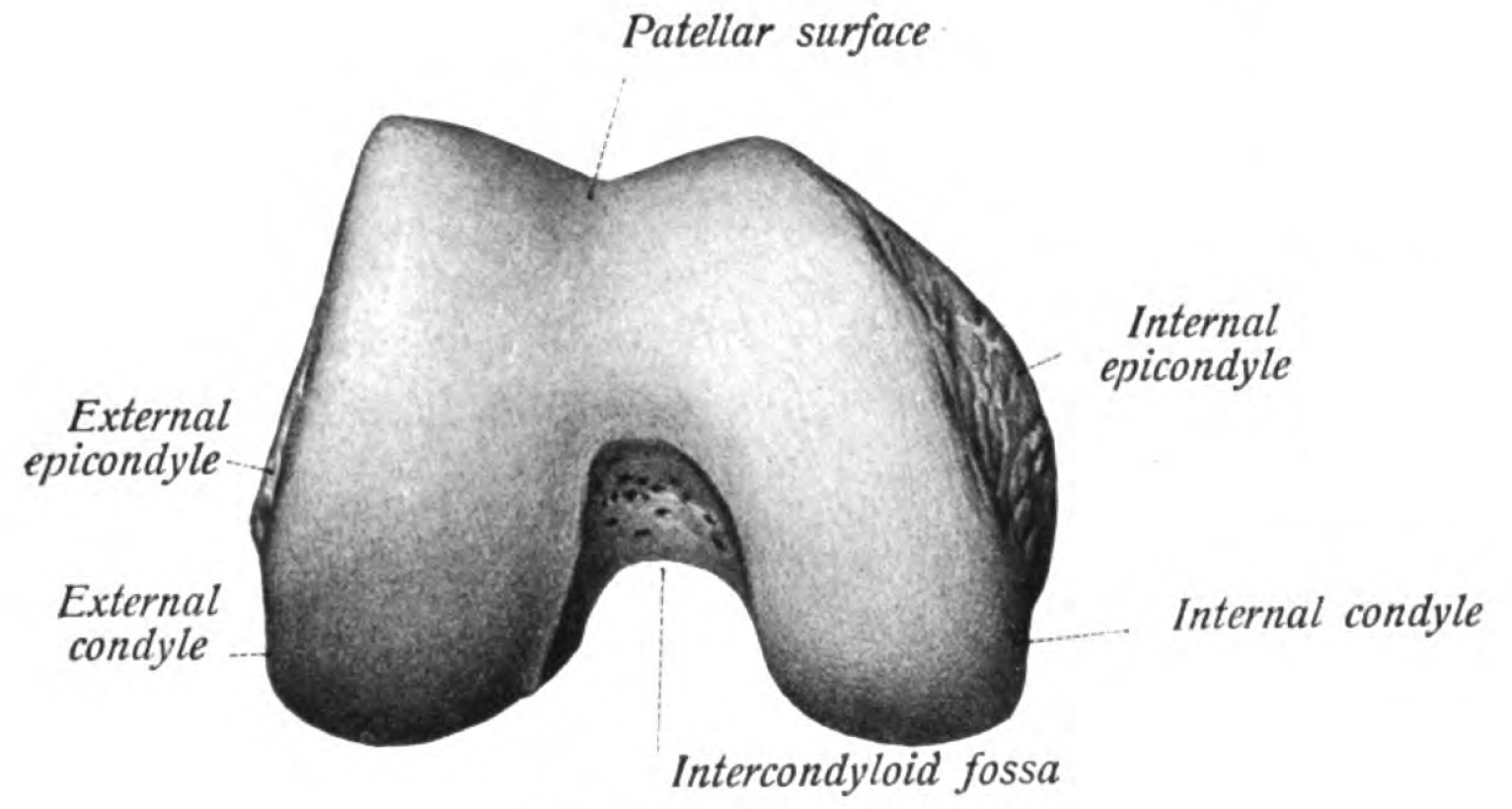
صورة لعظم الفخذ الأيمن من أسفل. اللقيمة الوحشية (external epicondyle) و اللقيمة الإنسية (internal epicondyle) لعظم الفخذ مبينتان. الرضفة أعلى الصورة.
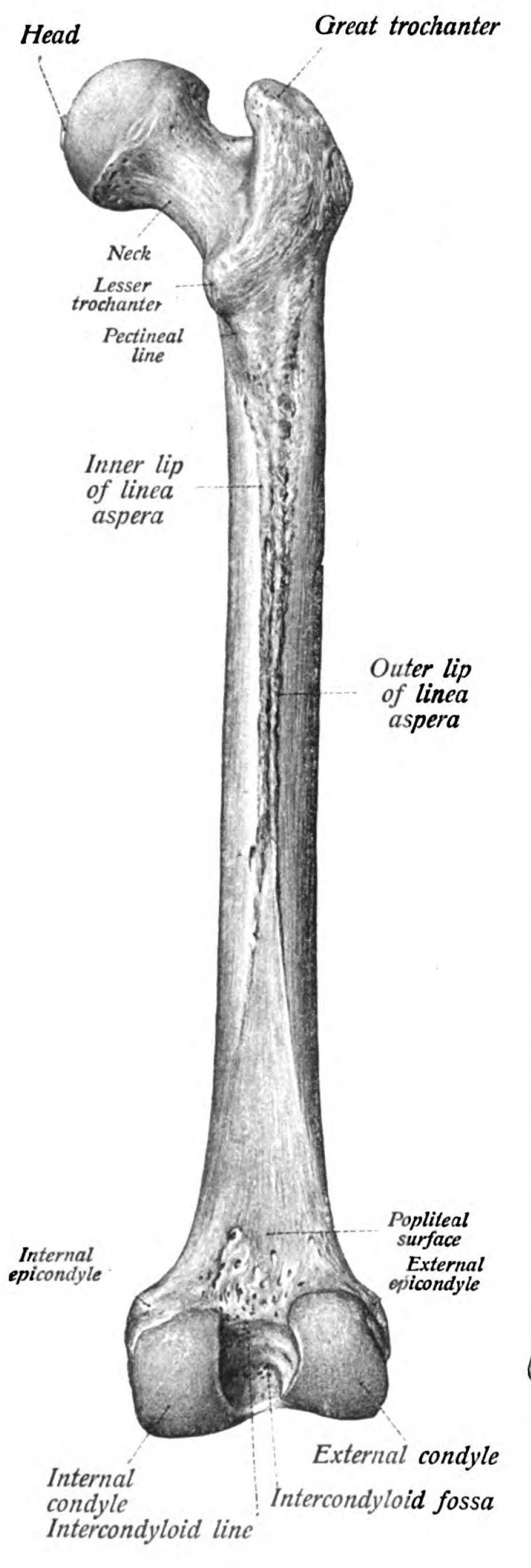
عظم الفخذ ، اللقيمة الوحشية (external epicondyle) و اللقيمة الإنسية (internal epicondyle) لعظم الفخذ مبينتان أسفل الصورة.
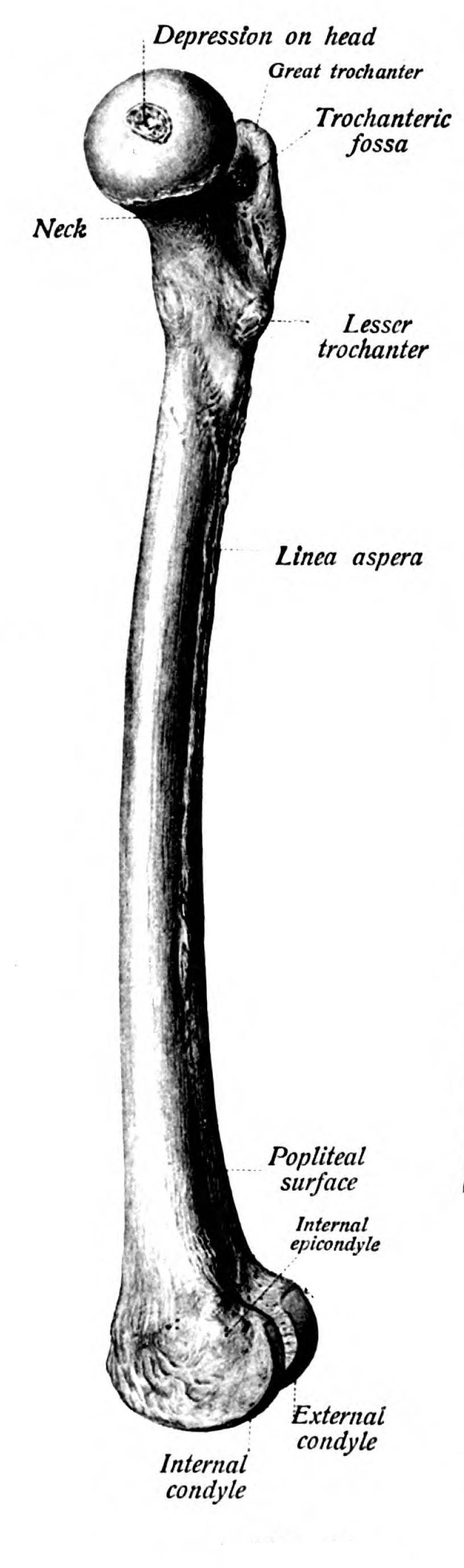
عظم الفخذ ، اللقيمة الوحشية (external epicondyle) و اللقيمة الإنسية (internal epicondyle) لعظم الفخذ مبينتان أسفل الصورة.
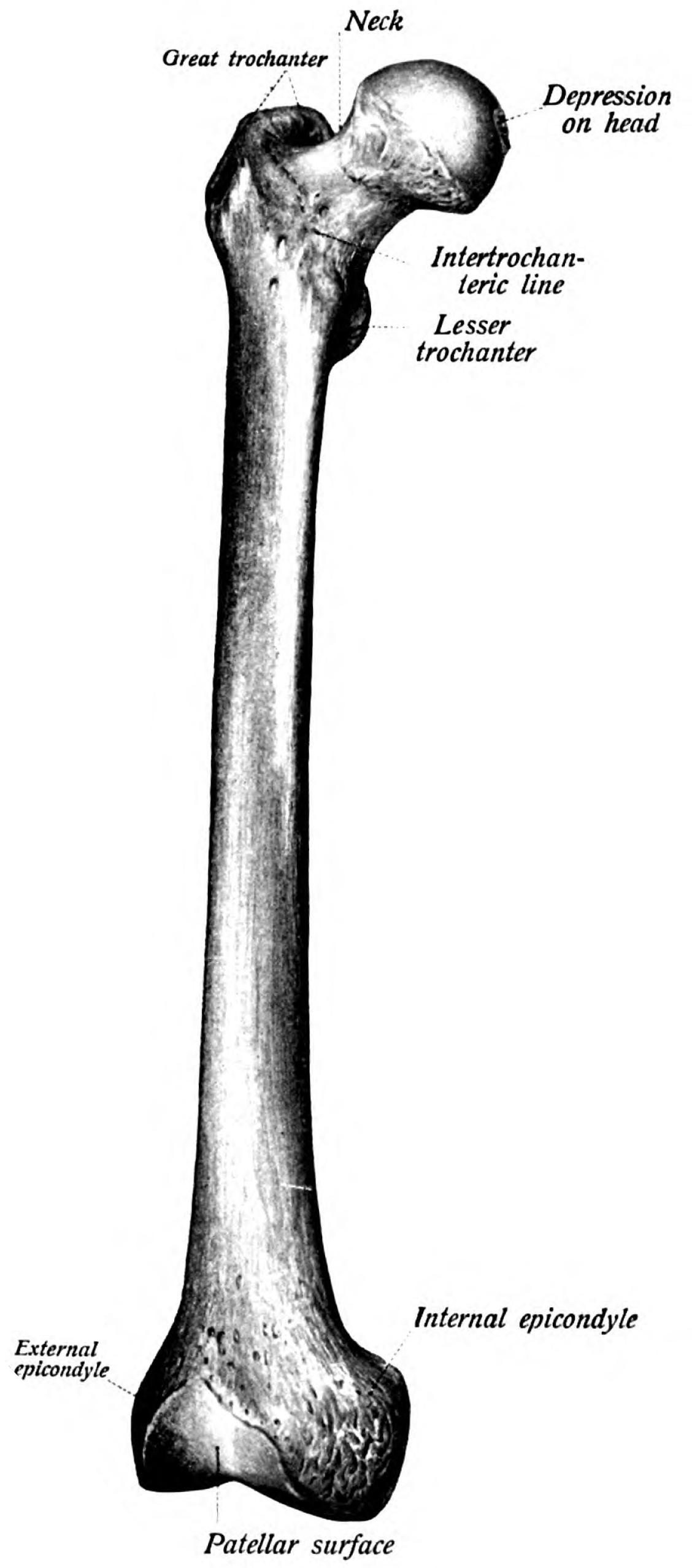
عظم الفخذ ، اللقيمة الوحشية (external epicondyle) و اللقيمة الإنسية (internal epicondyle) لعظم الفخذ مبينتان أسفل الصورة.

## وصلات خارجية
- Bioweb at UWLAX Right femur (anterior - distal end)
- صور تشريحية:17:st-0302 في مركز داونستيت الطبي التابع لجامعة نيويورك